# Enicospilus mecophlebius
Enicospilus mecophlebius är en stekelart som beskrevs av Tang 1990. Enicospilus mecophlebius ingår i släktet Enicospilus och familjen brokparasitsteklar. Inga underarter finns listade i Catalogue of Life.